# Futurismo (film)
Futurismo (L'Inhumaine) è un film del 1924 diretto da Marcel L'Herbier. Il titolo originale si riferisce al soprannome del personaggio protagonista, la cantante Claire Lescot detta "l'inumana".

## Trama
L'imprenditore teatrale Frank Mahler, il politico umanitario Kranine e il maharaja indiano Djorah de Mopur, alcune tra le più importanti personalità mondiali, sono innamorati, senza essere ricambiati, della fatale e algida cantante Claire Lescot detta "l'inumana". Anche l'inventore Einar Norsen è ossessionato da lei, ma non riesce ad attirare la sua attenzione. Per impressionarla simula il suicidio scrivendole una lettera e lasciando precipitare la sua auto in un fiume. Dopo aver ricevuto la tragica notizia, la donna prova per la prima volta compassione e dolore.
Nel frattempo Kranine, mosso dal rancore verso la donna che l'ha ignorato con sprezzo, incita i membri del proprio partito contro Claire, facendo scoppiare un'animata discussione durante un suo spettacolo al Théâtre des Champs-Élysées.
Dopo lo spettacolo Claire viene attirata da un uomo misterioso nel laboratorio di Eisner, dove è conservato quello che pare essere il suo cadavere. Vedendolo Claire si impressiona e scoppia in lacrime. Improvvisamente appare dietro di lei Eisner, vivo e vegeto, rivelando l'inganno. Eisner riesce a trattenerla a sé offrendole di partecipare ad un esperimento per una sua invenzione: il T.S.F., un dispositivo simile alla televisione in grado di trasmettere la sua voce in tutto il mondo e inviarle contemporaneamente l'immagine dei suoi ascoltatori.
Intanto Djorah, tormentato dalla gelosia, provoca la morte della donna nascondendo un serpente velenoso in un mazzo di fiori. Moribonda, viene condotta al futuristico laboratorio del giovane inventore, che riesce a riportarla in vita avviando un complicato meccanismo. Resuscitata, dichiara di provare amore per l'umanità.

## Critica
Il regista attinge a piene mani nell'iconografia delle avanguardie francesi, creando una storia narrativa che stride però con le immagini modernissime a causa dell'impostazione convenzionale e decadente, piena di cascami in stile Belle Époque. Le scenografie citano abbastanza fedelmente cubismo e futurismo e l'ultima parte si accosta al cinema astratto di Léger e Richter.
La parte più interessante è il montaggio della scena della corsa, dove si vede uno dei primi esempi di soggettiva stilistica, cioè di inquadratura che mostri non solo cosa vede il protagonista, ma anche il suo stato d'animo, anticipando il realismo poetico. In questa scena infatti, montata sapientemente con la scena della cantante in trionfo, si vede la folle corsa in automobile con immagini che scorrono via velocemente, arrivando allo split screen per dare l'idea della visione che fugge ai lati del veicolo.

## Colonna sonora
La partitura originale di Darius Milhaud è andata perduta.